# Convent de les Germanes Franciscanes de la Immaculada
El convent de les Germanes Franciscanes de la Immaculada a Montcada. Es tracta de dependències conventuals declarades com a Bé de Rellevància Local el 26 de setembre 2002 amb número de codi 46.13.171-014. Fou construït a finals del segle xix i des de l'any 2008 està dedicat a l'hostalatge amb el nom d'El Convent. Pertany a la congregació de las Germanes Franciscanes de la Immaculada i té un claustre compost per una galeria arquejada i un pati amb tarongers i altres plantes.